# Guillaume Dupuytren
Guillaume Dupuytren [ejtsd: düpüitren] (Pierre-Buffière, 1777. október 5. – Párizs, 1835. február 8.) báró, francia sebész.

## Élete
Párizsban tanult, majd az Hôtel-Dieu-ben, a főváros legrégebbi kórházában tevékenykedett, melynek 1815-ben első sebésze volt. 1812-ben az egyetemi sebészeti tanszékre nevezték ki. Első volt a franciák közt, aki a nagy verőerek lekötését alkalmazta traumatikus aneurizmáknál, és egyike volt az első sebészeknek, akik idült ficamok beigazításával próbálkoztak. 1832-ben az égési fokozatokat hat súlyossági fokra terjesztette ki, és ő volt az első, aki az égési sérülés kiterjedése alapján állított fel prognózist.
Foglalkozott szembajokkal is, különösen a könnyfisztulák gyógyításával. A sebészet minden részére kiterjedt figyelme, szorgalma, ügyessége. Tudományossága az Hôtel-Dieu-t, de magát a francia sebészetet is igen magas színvonalra emelte. Udvari sebésze volt XVIII. Lajosnak és X. Károlynak. 1869-ben szülővárosában szobrot emeltek emlékére.

## Művei
- Leçons orales de clinique chirurgicale faites à l'Hôtel-Dieu de Paris (1831-33);
- Traité théorique et pratique des blessures par armes de guerre (1834);
- Mémoire sur une manière nouvelle de pratiquer l'opération de la taille (1836).